# Юшковичи (Мстиславский район)
Юшковичи (бел. Юшкавічы) — деревня в Мстиславском районе Могилёвской области Белоруссии. Входит в состав Ходосовского сельсовета.

## География
Деревня находится в северо-восточной части Могилёвской области, в пределах Оршанско-Могилёвской равнины, на правом берегу реки Чёрная Натопа, к юго-востоку от республиканской автодороги Р73, на расстоянии примерно 20 километров (по прямой) к юго-западу от Мстиславля, административного центра района. Абсолютная высота — 183 метра над уровнем моря.

## История
В конце XVIII века деревня Юшково входила в состав Мстиславского воеводства Великого княжества Литовского. Действовала униатская церковь.
Согласно «Списку населенных мест Могилёвской губернии» 1910 года издания населённый пункт входил в состав Долговичской волости Чериковского уезда Могилёвской губернии. Имелось 43 двора и проживало 220 человек (117 мужчин и 103 женщины).
До 2012 года Юшковичи входили в состав ныне упразднённого Заболотского сельсовета.

## Население
По данным переписи 2009 года, в деревне проживало 2 человека.